# چات‌باغچه (سینجیک)
چات‌باغچه (انگلیسی: Çatbahçe) یک منطقه مسکونی در ترکیه است که در استان آدیامان و در ناحیه سینجیک واقع شده است.